# Žibrše
Žibrše so naselje v Občini Logatec.